# Julija Tymošenko
Julija Volodymyrivna Tymošenko, nata Hrihjan (in ucraino Юлія Володимирівна Тимошенко?; Dnipropetrovs'k, 27 novembre 1960), è una politica e imprenditrice ucraina.
Imprenditrice di grande successo nel settore energetico, tanto da essere definita "principessa del gas", entrò in politica nel 1996 con l'elezione alla Verchovna Rada, alla quale fu rieletta nel 1998, nel 2002, nel 2007, nel 2014 e nel 2019. Inizialmente indipendente si unì nel 1997 al partito Hromada fondando poi nel 1999 il partito Patria, del quale è leader da allora; dal 2001 al 2012 ha guidato anche la coalizione Blocco Julija Tymošenko. Vice primo ministro con deleghe ai combustibili e all'energia nel governo Juščenko, divenne nel 2004 una delle principali leader della rivoluzione arancione. Fu poi Primo ministro nel 2005 e nuovamente dal 2007 al 2010 sotto la Presidenza di Viktor Juščenko, divenendo la prima donna a ricoprire tale incarico nella storia del paese; successivamente si candidò alle elezioni presidenziali del 2010, venendo sconfitta al ballottaggio da Viktor Janukovyč.
Nel marzo 2010 rassegnò le dimissioni dalla carica di capo del governo e l'anno successivo fu sottoposta ad un processo per abuso di potere in merito alla firma di contratti per la fornitura di gas, venendo incarcerata preventivamente a Kiev. Fu condannata nell'ottobre 2011 a sette anni di detenzione; il procedimento ebbe un'eco internazionale e sullo stesso si pronunciò la Corte europea dei diritti dell'uomo, che definì la sua incarcerazione preventiva "arbitraria" e mise in dubbio la legittimità della sua detenzione. Scarcerata nel 2014 durante la rivoluzione ucraina che portò all'esautoramento di Janukovyč, si candidò alle elezioni presidenziali del 2014, venendo sconfitta da Petro Porošenko, e nuovamente a quelle del 2019, dove si classificò al terzo posto dietro a Porošenko e a Volodymyr Zelens'kyj.
È spesso accostata alla figura del Primo ministro britannico Margaret Thatcher, venendo definita la "Lady di ferro ucraina". La rivista statunitense Forbes l'ha inserita al terzo posto nella sua classifica delle 100 donne più potenti del mondo nel 2005, dietro al Segretario di Stato statunitense Condoleezza Rice e al Vice primo ministro cinese Wu Yi, e poi nuovamente al 17º posto nella medesima classifica del 2008.

## Biografia
Nacque nel 1960 nella città di Dnipropetrovs'k, nell'allora Repubblica Socialista Sovietica Ucraina, da Ljudmyla Mykolaïvka Teljehina, ucraina, e Volodymyr Abramovyč Hrihjan, lettone. I genitori divorziarono pochi anni dopo la sua nascita.
Nel 1979 sposò Oleksandr Tymošenko, figlio di un funzionario di medio rango del Partito Comunista dell'Unione Sovietica, e iniziò la sua carriera all'interno del Komsomol, l'organizzazione dei giovani comunisti. Ha una figlia, Jevhenija, nata nel 1980. Si laureò in economia all'università statale di Dnipropetrovs'k nel 1984. Ha scritto numerosi libri di economia. Nel 1989 fondò e diresse la casa videografica del Komsomol, che ebbe abbastanza successo, e che in seguito privatizzò.
Prima dell'entrata in politica era una donna d'affari di successo nell'industria del gas e grazie a questa attività divenne una delle donne più ricche della nazione. Il 28 luglio del 2005 la rivista statunitense Forbes la dichiarò terza donna più potente del mondo, dopo Condoleezza Rice e Wu Yi. Nel 2007 uscì dalla lista, ma nell'agosto 2008 vi rientrò in 17ª posizione. Nel 2009 è stata definita il leader più sexy del mondo. Un ritratto di Julija Tymošenko prima della fortuna economica e della carriera politica è consultabile sul sito di Annaviva, associazione che promuove la tutela dei diritti umani nell'Est Europa.

### La fortuna economica
La Tymošenko tentò la scalata del potere già sotto il sistema sovietico, ma fu dopo la sua caduta che assunse un ruolo di particolare rilievo, dirigendo svariate compagnie di energia e acquisendo un considerevole patrimonio economico tra il 1990 e il 1998. Durante le privatizzazioni, che presero esempio dalla Russia per quanto concerne corruzione e malversazioni, divenne una delle donne più ricche del Paese, esportando metalli. Dal 1995 al 1997 presiedette la Compagnia generale di energia, un'azienda privata che iniziò a importare gas metano dalla Russia nel 1996.
Durante questo periodo, fu soprannominata la "principessa del gas" per le accuse di aver stoccato enormi quantità di metano, facendo aumentare le tasse sulla risorsa. Mentre era un'economista stabilì relazioni d'affari con molti uomini importanti dell'Ucraina, soprattutto della sua città natale: Pavlo Lazarenko, Viktor Pinčuk, Ihor Kolomojs'kyj, Rinat Achmetov e Leonid Kučma, che sarebbe poi divenuto presidente. Per il mercato del gas ebbe contatti molto stretti con la russa Gazprom.

### Ingresso in politica
Julija Tymošenko entrò in politica nel 1996 e fu eletta al Parlamento nella circoscrizione di Kirovohrad, con una percentuale del 92,3%. Fu rieletta nelle legislature successive. Nel 1998, divenne presidente della Commissione Economia del Parlamento. Dal 1999 al 2001, fu ministra dell'Energia nel gabinetto di governo di Viktor Juščenko. Fu poi licenziata dal presidente Kučma nel gennaio del 2001, su richiesta degli industriali. Nel febbraio del 2001, Tymošenko fu arrestata per falsificazione di documenti e importazione illegale di metano, tra il 1995 e il 1997 (mentre era presidente della Compagnia Generale di Energia), ma fu liberata la settimana successiva. I suoi sostenitori politici organizzarono manifestazioni di protesta davanti al carcere di Kiev dove era detenuta.
Secondo Tymošenko, i documenti falsi erano stati creati dal regime di Kučma, in combutta con gli oligarchi che si opponevano alle riforme di mercato. Una volta liberata, divenne la leader dell'opposizione intransigente al presidente Kučma e condusse campagne contro il suo regime, anche per il suo presunto coinvolgimento nell'assassinio del giornalista Georgij Gongadze. Tymošenko mostrò per la prima volta il suo piglio rivoluzionario, durante e dopo la detenzione. Un anno dopo, fu coinvolta in un incidente stradale, in cui riportò lievi ferite. C'è il sospetto che sia stato un tentativo di omicidio politico. I suoi detrattori sostengono che abbia guadagnato immeritatamente la propria fortuna. Alcuni hanno speculato sulle sue passate frequentazioni di uomini condannati per corruzione e frode, come l'ex premier Pavlo Lazarenko.
Il 28 gennaio del 2005, dopo la Rivoluzione arancione, i suoi avversari sostennero che anche la famiglia Tymošenko fosse coinvolta negli scandali, a partire dal marito, Oleksandr, e dal suocero, Hennady. Oleksandr Tymošenko rientrò in Ucraina subito dopo le accuse rivoltegli. A dispetto del passato discutibile, il suo passaggio da oligarca a riformista è creduto da molti come sincero ed effettivo. Sotto il suo ministero, l'industria energetica ucraina crebbe di circa il 700%. Lottò contro il prelievo abusivo di energia dei grandi complessi industriali. Le sue riforme servirono al governo per pagare gli statali e aumentare i salari. Fondò il Blocco Julija Tymošenko, che ottenne il 7,2% alle elezioni parlamentari del 2002. Divenne la leader del Partito della Patria.

### "Giovanna d'Arco" della Rivoluzione arancione
Prima di diventare la prima donna premier in Ucraina era considerata la più importante alleata del capo dell'opposizione Viktor Juščenko (Tymošenko era stata una deputata del suo gruppo quando Juščenko era premier), sostenendolo durante la campagna per le presidenziali del 2004. Fu anche una delle guide della Rivoluzione arancione, nata da quelle elezioni e che portò Juščenko alla presidenza. In questo periodo alcuni mezzi di comunicazione occidentali la raffigurarono come la "Giovanna d'Arco della Rivoluzione Arancione".

### Primo ministro nel 2005

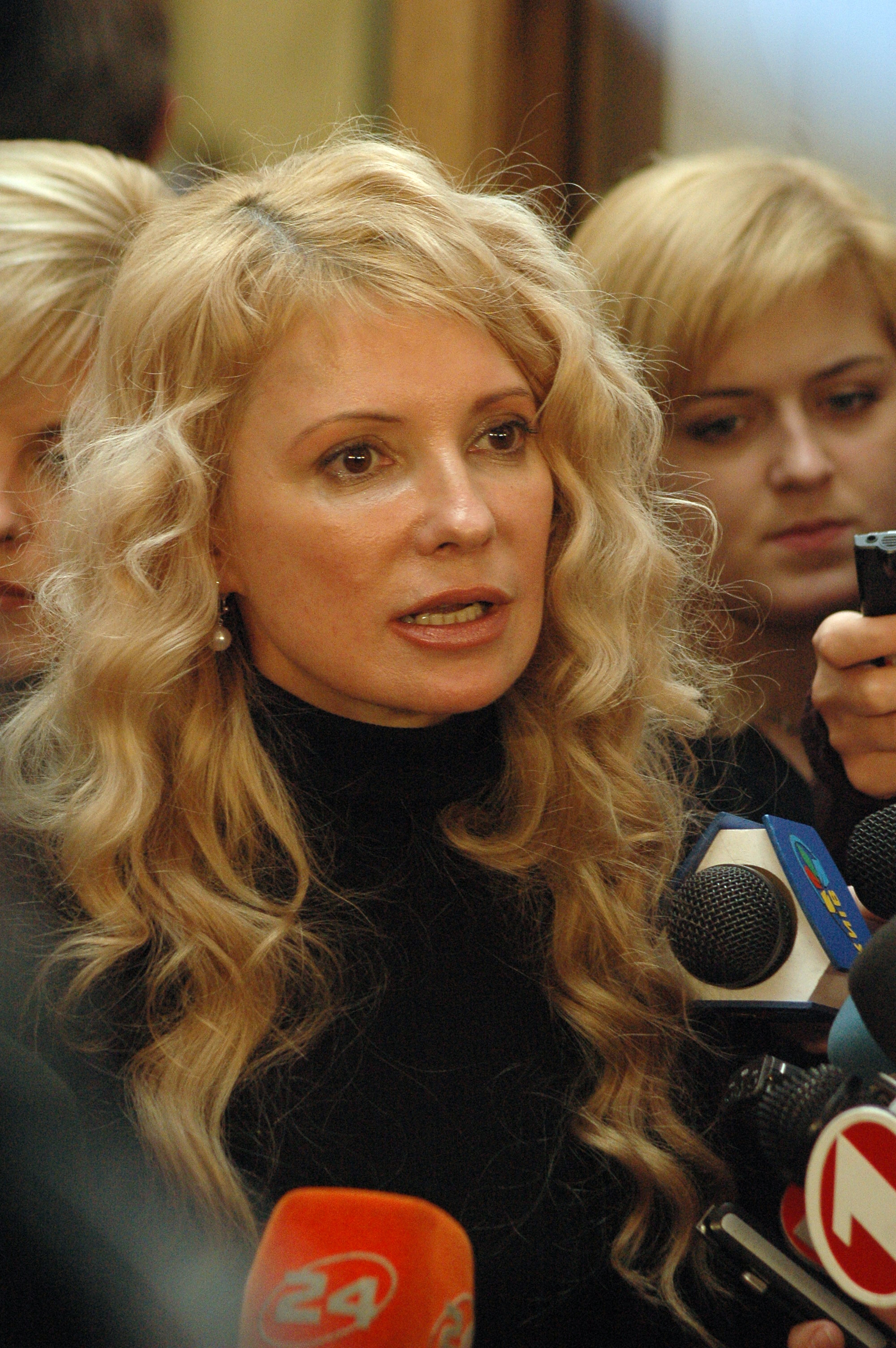
La Tymošenko nel gennaio 2007.

Il 24 gennaio 2005 fu nominata primo ministro dal neoeletto presidente Viktor Juščenko. Dopo diversi mesi di governo la mancata attuazione delle promesse di riforme iniziò a danneggiare il gabinetto Tymošenko. L'8 settembre 2005, dopo le dimissioni del presidente del Consiglio di Sicurezza e Difesa Nazionale Petro Porošenko e del deputato Mykola Tomenko, il governo fu sciolto dal presidente stesso, che ne diede comunicazione alla nazione mediante un messaggio televisivo. In seguito Juščenko criticò il suo operato come capo del governo, accusandola di incompetenza nel gestire i contrasti tra i partiti della coalizione di maggioranza. Le succedette Jurij Jechanurov.

### Elezioni del 2006
Dopo le dimissioni Tymošenko iniziò a viaggiare per l'Ucraina, in vista delle elezioni parlamentari del 2006. Rese subito chiaro che intendeva, in quanto leader del Blocco, ritornare a capo del governo. Il Blocco si posizionò secondo alle elezioni, conquistando 129 seggi su 450. Le aspettative di molti erano di una riedizione dell'ex-coalizione di maggioranza, formata dal Blocco, da Ucraina Nostra (partito del presidente Juščenko) e dai socialisti, impedendo così al Partito delle Regioni Viktor Janukovyč di accedere al governo. Ma i negoziati si insabbiarono presto, soprattutto per le frizioni tra Tymošenko e gli altri due partiti della Rivoluzione arancione.
Dopo le consultazioni del 5 maggio, Tymošenko annunciò la creazione per il 10 o l'11 dello stesso mese di una coalizione di maggioranza fra il suo Blocco, Ucraina Nostra e i socialisti. Tuttavia le trattative portarono a un nulla di fatto e Ucraina Nostra intraprese fitti colloqui con il Partito delle Regioni. Il 21 giugno, i media ucraini rivelarono il raggiungimento di un accordo per un governo presieduto da Tymošenko, dopo tre mesi di palude politica. La nomina di Tymošenko a premier e la sua fiducia al Parlamento era attesa a giorni, ma era condizionata all'elezione del rivale di lungo corso Petro Porošenko, di Ucraina Nostra, alla presidenza del parlamento.
Divenne chiaro che, ancor prima di insediarsi, i componenti della maggioranza erano diffidenti l'uno dell'altro, tanto da prevedere di arrivare a una forzatura delle procedure parlamentari, votando contemporaneamente Porošenko alla presidenza del parlamento e la fiducia al governo Tymošenko. Per aggravare i contrasti, i deputati del Partito delle Regioni occuparono il parlamento dal 29 giugno al 6 luglio. Il partito filorusso annunciò un ultimatum alla maggioranza, richiedendo l'osservanza delle procedure parlamentari, la costituzione delle commissioni parlamentari composte proporzionalmente alla consistenza dei gruppi, la presidenza di alcune di esse e la nomina di governatori del Partito delle Regioni nelle aree dove quest'ultimo si era rivelato maggioritario alle elezioni del marzo precedente. La maggioranza non soddisfò alcuna delle richieste e annunciò che sia il Partito delle Regioni sia i comunisti sarebbero stati esclusi da un eventuale governo Tymošenko.
Per tutta risposta, i partiti di maggioranza furono espulsi da tutte le commissioni dei consigli regionali controllati dal partito di Janukovyč. Dopo l'elezione a sorpresa di Oleksandr Moroz, leader dei socialisti ucraini, alla presidenza del parlamento nella notte del 6 luglio, con i voti determinanti dei comunisti e del Partito delle Regioni, la coalizione di maggioranza terminò la propria esistenza, svanendo così la speranza di Tymošenko di tornare a presiedere il gabinetto di governo. Dopo la creazione di una larga coalizione di maggioranza, guidata da Viktor Janukovyč e composta dal Partito delle Regioni, Ucraina Nostra, socialisti e comunisti, Tymošenko divenne la leader dell'opposizione democratica.

### Elezioni del 2007
A seguito del voto alle elezioni parlamentari del 2007, tenutesi il 30 settembre, i partiti della Rivoluzione arancione affermarono di aver ottenuto abbastanza voti da poter formare un governo di coalizione. Il 3 ottobre 2007 il totale quasi definitivo dava all'alleanza di Julija Tymošenko e del Presidente un lieve vantaggio sul partito rivale del Primo ministro Janukovyč. Nonostante Janukovyč, il cui partito aveva conquistato più voti degli altri singoli partiti, proclamò la vittoria, uno degli alleati di coalizione, il Partito Socialista d'Ucraina, non riuscì ad ottenere abbastanza voti per mantenere i seggi al Parlamento.
Il 15 ottobre 2007, il Blocco Ucraina Nostra - Autodifesa Popolare e il Blocco Julija Tymošenko giunsero a un accordo per la formazione di una coalizione nel nuovo Parlamento alla 6ª convocazione. Il 29 novembre, fu siglata la coalizione tra il Blocco Julija Tymošenko e il Blocco Ucraina Nostra - Autodifesa Popolare, associato al Presidente Juščenko. Entrambi i partiti sono affiliati con la Rivoluzione arancione. Il 18 dicembre Julija Tymošenko è stata nominata Primo ministro per la seconda volta.

### Primo ministro, 2007-2010. Crisi politica ucraina del 2008

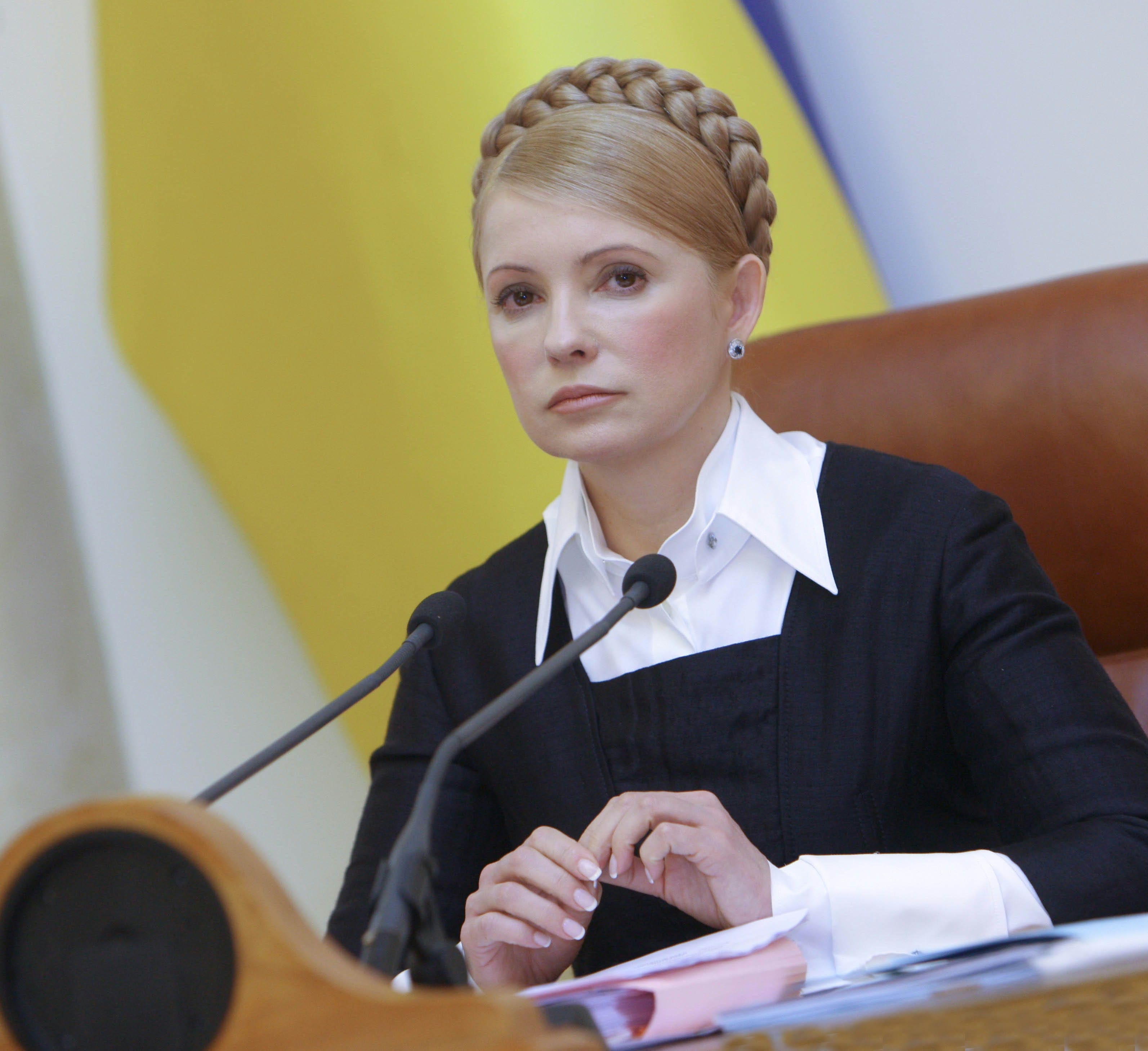
Foto del febbraio 2009

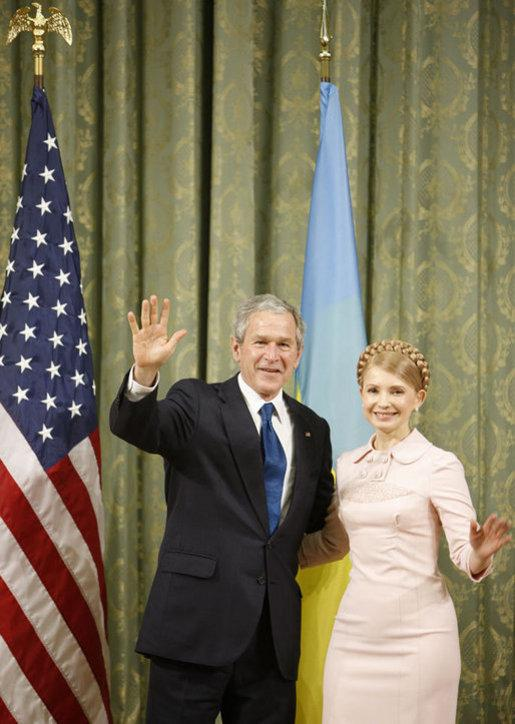
Il Presidente degli Stati Uniti George W. Bush e il primo ministro Julija Tymošenko a Washington, 1º aprile 2008.

La coalizione del Blocco Julija Tymošenko e di Blocco Ucraina Nostra - Autodifesa Popolare di Viktor Juščenko è stata minata a causa delle diverse opinioni riguardo alla guerra in Ossezia del Sud scoppiata nell'agosto 2008 tra Georgia e Russia. Julija Tymošenko non ha concordato con la condanna di Juščenko verso la Russia ed ha preferito restare neutrale sull'argomento. Juščenko l'ha pertanto accusata di assumere una posizione più morbida per ottenere il sostegno della Russia alle future elezioni presidenziali del 2010; Andrij Kyslyns'kij, vicepresidente, è arrivato quasi a definirla "traditrice".
Secondo il Blocco Julija Tymošenko, il Capo Staff del Segretariato Presidenziale Viktor Baloha aveva sempre criticato il premier, accusandola di qualsiasi fatto, dal non essere sufficientemente religiosa al danneggiamento dell'economia fino alle accuse secondo le quali la Tymošenko stava progettando un assassinio ai suoi danni; l'accusa di tradimento verso la Georgia era quindi solo l'ultima delle ultime rivolte al premier.

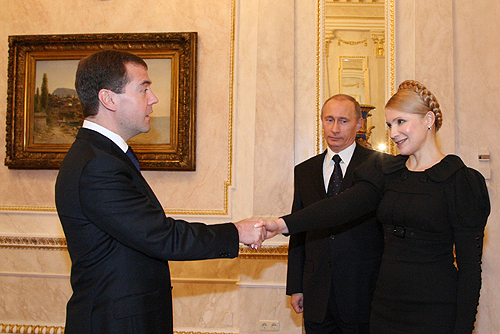
Julija Tymošenko insieme al Presidente della Federazione Russa Dmitrij Medvedev e al Primo ministro russo Vladimir Putin, durante un colloquio riguardo alla disputa russa-ucraina sul gas, 17 gennaio 2009.

Dopo che il Blocco Julija Tymošenko ha votato insieme al Partito Comunista d'Ucraina e al Partito delle Regioni per approvare una legislazione volta a facilitare la procedura di messa in stato di accusa del Presidente e a limitare i poteri del Presidente, aumentando quelli del Primo Ministro, il blocco di Viktor Juščenko si è allontanato dalla coalizione e Juščenko stesso ha promesso di porre il veto sulla legge ed ha minacciato di indire un'elezione nel caso in cui non si formasse una nuova formazione di un'altra nuova coalizione. Ciò ha portato alla crisi politica del 2008, culminata con lo scioglimento del Parlamento avvenuto l'8 ottobre 2008.                                 Durante una visita in Italia, il Presidente Viktor Juščenko annunciò, in un discorso pre-registrato per la televisione ucraina, le terze elezioni in meno di tre anni. La crisi si concluse il 9 dicembre 2008, quando la coalizione arancione fu ristabilita con l'ingresso del Blocco di Lytvyn, dopo che Volodymyr Lytvyn era stato eletto Presidente del Parlamento. Juščenko definì quindi lo svolgimento delle elezioni una soluzione irragionevole.

### Presidenziali 2010
Julija Tymošenko si presentò come candidata alle elezioni presidenziali del 2010, ingaggiando specialisti stranieri per la sua campagna elettorale. Al primo turno, il 17 gennaio, giunse seconda, ottenendo il 25% delle preferenze. Al ballottaggio del 7 febbraio si scontrò con il suo acerrimo rivale di sempre, Viktor Janukovyč, che ottenne il maggior numero di voti, pari al 48,95%, rispetto al 45,47% della Tymošenko.

### Il processo per malversazione dei fondi pubblici

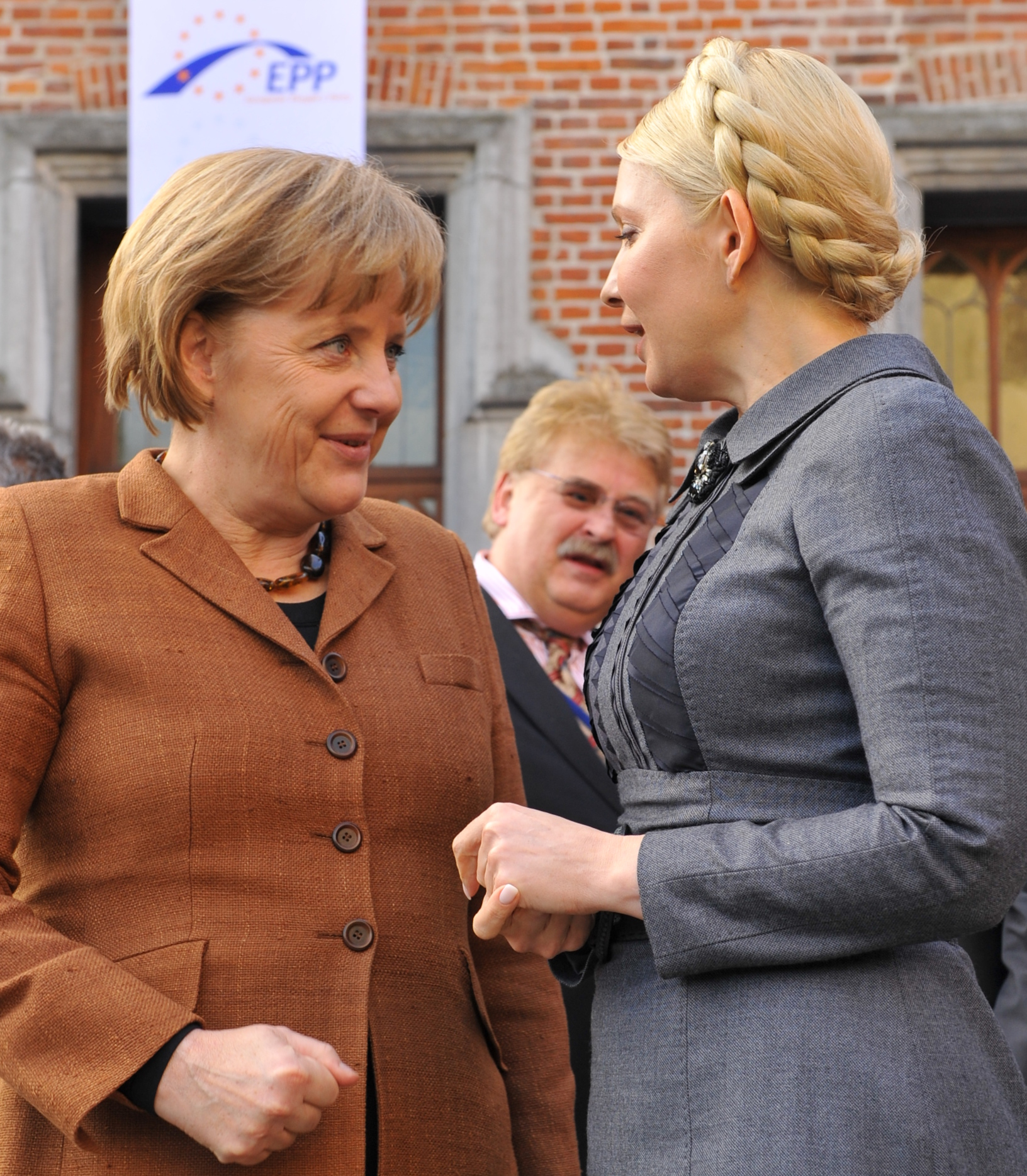
Tymošenko e il Cancelliere tedesco Angela Merkel nel marzo 2011 al summit del Partito Popolare Europeo a Bruxelles. Il procuratore generale dell'Ucraina ha cancellato il divieto di viaggiare imposto alla Tymošenko dopo che il Senatore degli Stati Uniti John McCain e il Presidente del Partito Popolare Europeo Wilfried Martens l'avevano ufficialmente invitata per questo evento.

Nel 2011, è stato avviato un procedimento penale nei suoi confronti per malversazione dei fondi pubblici, a causa di un contratto siglato con la compagnia russa Gazprom per la fornitura di gas naturale, considerato eccessivamente oneroso per il Paese. Il 5 agosto, il tribunale di Kiev ne ha ordinato l'arresto, poiché l'ex premier aveva violato più volte le disposizioni della procura che le vietavano di lasciare Kiev.
Julija Tymošenko è stata arrestata in aula, dove sono scoppiati dei tafferugli. Deputati a lei vicini hanno tentato di impedire l'intervento dei poliziotti, ma sono stati bloccati dalle forze dell'ordine. Uscendo dall'aula, l'ex eroina della Rivoluzione arancione ha gridato: "Vergogna! Vergogna! Io ho sempre lavorato nell'interesse esclusivo dell'Ucraina!". L'arresto è avvenuto dopo quello del suo ex ministro degli Interni, Jurij Lucenko, detenuto in carcere da tre anni con la stessa accusa. Il giorno successivo, i sostenitori della Tymošenko sono scesi in piazza per protestare contro quello che lei ha definito un processo politico.

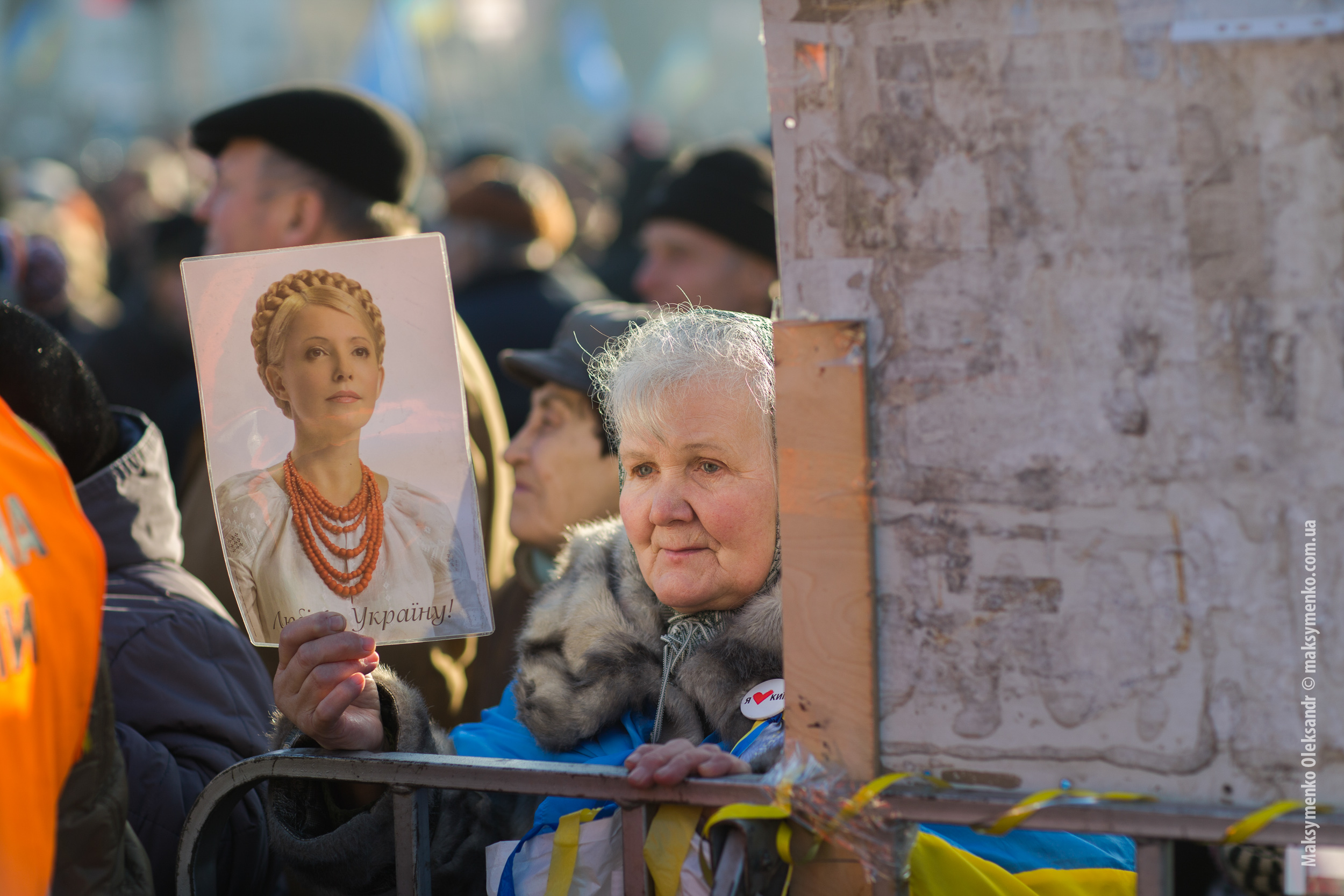
Manifestazione pro Tymošenko a Kiev (29 dicembre 2013)

Il giorno 11 ottobre 2011 è stata condannata a 7 anni di carcere per aver esercitato pressioni su un accordo per la fornitura di gas con Putin. Lei ha ascoltato la sentenza "seduta" in tribunale con in mano un iPad, annunciando in seguito che avrebbe fatto ricorso alla Corte europea dei diritti dell'uomo. Il 22 novembre, la Tymošenko è stata ricoverata in ospedale a causa di dolori lombari che da giorni la costringevano a letto. Il 23 dicembre, la corte d'appello ha confermato la sentenza di primo grado a sette anni di reclusione. L'ex premier ha affermato che si tratta di una sentenza politica e che si rivolgerà alla Corte europea per i diritti umani. Tymošenko è stata detenuta in un carcere di minima sicurezza, la colonia penale di Kachanivska (Kharkiv); ha dichiarato al proposito: «mi rifiuto di seguire le regole e di lavorare nella colonia perché ho già un lavoro: sono presidente del partito Batkivschyna. Mi rifiuto anche di indossare l'uniforme carceraria».
Nell'aprile del 2012, il partito dell'ex premier ucraina ha pubblicato alcune fotografie della leader dell'opposizione distesa su un letto, mostrando dei lividi che ha denunciato essere conseguenza di un'aggressione da parte delle guardie carcerarie. Il 29 agosto 2012, la Corte suprema dell'Ucraina, nell'ultimo grado di giudizio, ha confermato la sua condanna a sette anni di prigione per abuso d'ufficio. A favore dell'ex Primo Ministro ucraino è arrivata la sentenza della Corte europea dei diritti dell'uomo, che il 29 aprile 2013 ha decretato "illegale" la detenzione preventiva della Tymošenko.

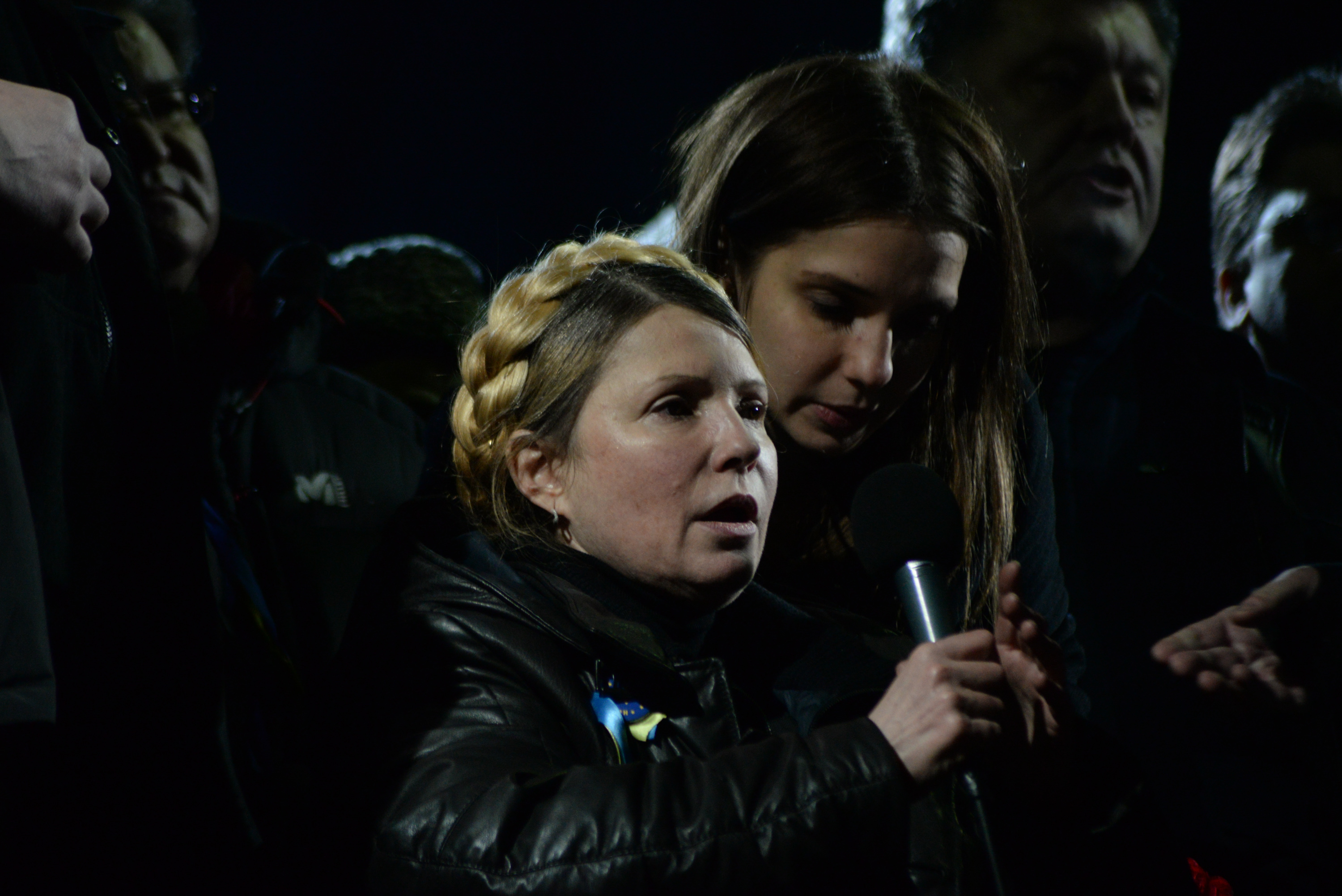
Tymošenko interviene all'Euromaidan (2014)

Il 21 febbraio 2014, il parlamento ha approvato, con 321 voti a favore su 322, una legge che depenalizza il reato per cui la Tymošenko era stata condannata. Il 22 febbraio 2014, a seguito della Rivoluzione ucraina del 2014 che ha deposto Janukovyč, la Tymošenko è potuta uscire di prigione; è poi stata ricoverata in Germania per curare la sua malattia ai dischi intervertebrali, che la forzava su una sedia a rotelle.

### Elezioni presidenziali del 2019
Il 20 giugno 2018 Tymošenko ha annunciato che avrebbe preso parte alle elezioni presidenziali ucraine del 2019. Era una delle preferite nei sondaggi fino all'inizio del 2019. Due settimane prima delle elezioni, il candidato Serhij Taruta si è impegnato a sostenere gli sforzi della campagna di Tymošenko.
Il primo turno delle elezioni si è tenuto il 31 marzo 2019. Con il 13,4% dei voti, Tymošenko è arrivata terza dietro l'attore Volodymyr Zelens'kyj (30,2%) e Petro Porošenko (15,9%). Pur ammettendo la sconfitta, ha accusato Porošenko di manipolare i risultati.
Nelle elezioni parlamentari del 2019 ha guidato la lista "Patria" che è arrivata terza, con l'8,18% dei voti e 26 seggi in parlamento, davanti alla lista di Solidarietà europea guidata da Porošenko (8,10%).